# Podila
Podila Vandepol & Bonito – rodzaj grzybów należący do typu Mucoromycota.

## Systematyka
Pozycja w klasyfikacji według Index Fungorum: Mortierellaceae, Mortierellales, Incertae sedis, Mortierellomycetes, Mortierellomycotina, Mucoromycota, Fungi.
Rodzaj utworzono przez wyłączenie niektórych gatunków z rodzaju Mortierella, który okazał się polifiletyczny.
Gatunki występujące w Polsce:
- Podila horticola (Linnem.) Vandepol & Bonito 2020
- Podila humilis (Linnem. ex W. Gams) Vandepol & Bonito 2020
- Podila minutissima (Tiegh.) Vandepol & Bonito 2020
- Podila verticillata (Linnem.) Vandepol & Bonito 2020

Nazwy naukowe według Index Fungorum. Wykaz gatunków według W. Mułenki i in. (podane jako Mortierella)